# Dialetheismus
Dialetheismus je přesvědčení, podle kterého jsou některé (ne všechny) kontradikce pravdivé (názor, podle kterého jsou všechny kontradikce pravdivé se nazývá trivialismus). Dialetheia je výrok, který má dvě pravdivostní hodnoty, je jak pravdivý, tak i současně nepravdivý. Dialetheismus tedy porušuje princip sporu. Dialetheismus není logickým systémem, nicméně jeho vývoj a přijatelnost jsou vázány na moderní rozvoj parakonzistentních logik. Parakonzistentní logiky jsou logiky, které nejsou explozivní, tj. z kontradikce není možné odvodit cokoliv (neplatí ex contradictione sequitur quodlibet). Dialetheismus je nejsilnější verzí parakonzistentismu: slabý parakonzistentismus tvrdí, že parakonzistentní modely jsou užitečné nástroje, nicméně neexistuje reálná možnost pravdivých dialetheií; silný parakonzistentismus říká, že možnost existence dialetheií je reálná, nicméně de facto žádné neexistují, konečně dialetheismus říká, že dialetheie existují. Hlavním zastáncem dialetheismu je filozof a logik Graham Priest.

## Kontradikce
Formulací kontradikcí existuje v literatuře celá řada (P. Grim jich napočítal 240). Můžeme rozlišit celkem čtyři formulace kontradikce (sporu):
1. Syntaktické: {\displaystyle \alpha ~\wedge \sim \alpha } (kolektivní formulace), {\displaystyle \alpha ,\sim \alpha \,\!} (distributivní formulace) – spojení výroku a jeho negace.
2. Logicko-sémantické: {\displaystyle V(\ulcorner \alpha \urcorner )~\wedge F(\ulcorner \alpha \urcorner )}. {\displaystyle \ulcorner \alpha \urcorner } je jméno výroku; výrok je pravdivý a nepravdivý.
3. Metafyzické: {\displaystyle \exists x\exists P(P(x)\wedge \sim P(x))} – objekt {\displaystyle x\,\!} má i nemá vlastnost {\displaystyle P\,\!}.
4. Psychologicko-pragmatické: {\displaystyle \vdash _{x}\alpha ~\wedge \vdash _{x}~\sim \alpha }. {\displaystyle \vdash _{x}\alpha } čteme "subjekt {\displaystyle x\,\!} přijímá výrok {\displaystyle \alpha \,\!}", čili toto vyjádření říká, že subjekt {\displaystyle x\,\!} přijímá výrok {\displaystyle \alpha \,\!} a zároveň přijímá jeho negaci.

## Princip sporu
Princip sporu je princip, který zakazuje výskyt kontradikcí. Jeho formulace odpovídají předchozím čtyřem typům formulace sporu:
1. Syntaktické: {\displaystyle \sim (\alpha ~\wedge \sim \alpha )}.
2. Logicko-sémantické: {\displaystyle \sim [V(\ulcorner \alpha \urcorner )\wedge F(\ulcorner \alpha \urcorner )]}.
3. Metafyzické: {\displaystyle \forall x\forall P\sim [(P(x)~\wedge \sim P(x)]}.
4. Psychologicko-pragmatické: {\displaystyle \sim (\vdash _{x}\alpha ~\wedge \vdash _{x}\sim \alpha )}.

## Explozivnost
Klasické logiky jsou explozivní (což zahrnuje i klasickou matematiku). Znamená to, že pokud se v jejich systému nachází kontradikce, můžeme z ní odvodit jakýkoliv výrok. Příkladem může být následující nezávislý argument:
1. {\displaystyle \alpha ~\wedge \sim \alpha \,\!} (Premisa)
2. {\displaystyle \alpha \,\!} (Z 1. a vlastnosti konjunkce)
3. {\displaystyle \alpha \vee \beta \,\!} (Z 2. a vlastnosti disjunkce)
4. {\displaystyle \sim \alpha \,\!} (Z 1. a vlastnosti konjunkce)
5. {\displaystyle \beta \,\!} (Z 3., 4. a platnosti disjunktivního sylogismu)

Ze sporné premisy {\displaystyle \alpha ~\wedge \sim \alpha \,\ } jsme postupně došli až k libovolnému výroku {\displaystyle \beta \,\ }. Úsudek stojí na platnosti disjunktivního sylogismu {\displaystyle \alpha ,\sim \alpha \vee \beta \vdash \beta }.

## Parakonzistentní logiky
Jedná se o celou rodinu logik, které nejsou explozivní, takže z kontradikce nelze v jejich rámci vyvodit cokoliv. Existuje celá řada parakonzistentních logik, zde načrtneme sémantiku jen jedné z nich (parakonzistentní výrokové logiky). Množina pravdivostních hodnot {\displaystyle \pi \,\!} obsahuje tři podmnožiny: {\displaystyle \pi =\{\{0\},\{1\},\{0,1\}\}\,\!}. Nechť {\displaystyle \nu \,\!} je zobrazení z množiny výrokových atomů do {\displaystyle \pi \,\!} ; budeme mu říkat ohodnocení a definovat ho následujícím způsobem:
1. {\displaystyle 1\in \nu (\sim \alpha )\Leftrightarrow 0\in \nu (\alpha )}.
2. {\displaystyle 0\in \nu (\sim \alpha )\Leftrightarrow 1\in \nu (\alpha )}.
3. {\displaystyle 1\in \nu (\alpha \wedge \beta )\Leftrightarrow 1\in \nu (\alpha )} a {\displaystyle 1\in \nu (\beta ).}
4. {\displaystyle 0\in \nu (\alpha \wedge \beta )\Leftrightarrow 0\in \nu (\alpha )} nebo {\displaystyle 0\in \nu (\beta ).}
5. {\displaystyle 1\in \nu (\alpha \vee \beta )\Leftrightarrow 1\in \nu (\alpha )} nebo {\displaystyle 1\in \nu (\beta ).}
6. {\displaystyle 0\in \nu (\alpha \vee \beta )\Leftrightarrow 0\in \nu (\alpha )} a {\displaystyle 0\in \nu (\beta ).}

Podmínky 2, 4 a 6 jsou v klasické dvouhodnodnotové logice nadbytečné. Pojem logického vyplývání je definován klasicky:
1. {\displaystyle \Sigma \models \alpha \Leftrightarrow } pro libovolné ohodnocení {\displaystyle \nu \,\!}, pokud pro všechna {\displaystyle \beta \in \Sigma } platí {\displaystyle 1\in \nu (\beta )}, potom {\displaystyle 1\in \nu (\alpha )}.
2. {\displaystyle \models \alpha \Leftrightarrow } pokud pro libovolné {\displaystyle \nu \,\!} platí {\displaystyle 1\in \nu (\alpha )}. V této logice tedy může platit {\displaystyle \nu (\alpha )=\{1\},\nu (\alpha )=\{0\}\,\!}, ale i {\displaystyle \nu (\alpha )=\{0,1\}\,\!}, takže z kontradikce nelze odvodit cokoliv, tj. neplatí {\displaystyle \{\alpha \wedge \alpha \}\models \beta ,\{\alpha ,\sim \alpha \vee \beta \}\models \beta }. Tato logika se dá přirozeně rozšířit na predikátový kalkul s identitou a tudíž i na modely matematiky (neklasické modely aritmetiky, teorie množin).

## Definice dialetheismu
Dialetheismus by byl bez rozvoje parakonzistentních logik nemožný, neboť teorie, které implikují cokoliv, jsou bezcenné. Můžeme si ho definovat více způsoby:
- Teorie, podle které princip sporu selhává a některé kontradikce jsou pravdivé, se nazývá dialetheismus. (G. Priest)
- … přesvědčení, že nekonzistentní informace či teorie mohou být pravdivé. Názor, že některé jsou pravdivé … se nazývá dialetheismus, dialetheia je pravdivá kontradikce. (G. Priest)
- … dialetheismus je teze, podle které jeden a tentýž výrok může být pravdivý i nepravdivý (P. Saka)
- V klasické logice jsou kontradikce vždy nepravdivé, podle dialetheismu jsou kontradikce současně pravdivé i nepravdivé (P. Suber).

## Existence dialetheií
Zastánci parakonzistentních logik nemusejí být nutně zastánci dialetheismu, dialetheisté však musejí být a jsou zastánci parakonzistentních logik. Dialetheistická pozice je silnější: tvrdí, že kontradikce (dialetheie) skutečně existují, nicméně nesklouzává do trivialismu, podle kterého jsou všechny kontradikce pravdivé. Z mnoha příkladů dialetheií si můžeme uvést dva:
1. Paradox lháře: Tento výrok je nepravdivý; pokud přijmeme T-schéma {\displaystyle V(\ulcorner \alpha \urcorner )\Leftrightarrow \alpha }, můžeme psát {\displaystyle \lambda \Leftrightarrow F(\ulcorner \lambda \urcorner )}, odkud dostaneme {\displaystyle V(\ulcorner \lambda \urcorner )\wedge F(\ulcorner \lambda \urcorner )}, tj. výrok {\displaystyle \lambda \,\!} je pravdivý a současně nepravdivý (je to dialetheie).
2. Russellův paradox. {\displaystyle R=\{x;x\not \in x\}}, odtud {\displaystyle R\in R\leftrightarrow R\not \in R} a dále {\displaystyle R\in R\wedge R\not \in R}.